# 墨爾本路面電車
墨爾本有轨电车（英語：Melbourne Trams）是澳洲维多利亚州首府墨爾本的路面電車系統。截至2020年，整个系统共有250（160英里）长的雙軌轨道，超過500列列车於24条线路和超過1,700个车站上運行，2023-24年度的載客量達1.548億人次，是世界上規模最大和最多人使用的城市電車網絡之一，也是墨爾本市除城市鐵路以外最多人使用的公共交通工具。
電車自1885年起便服務墨爾本至今（費爾菲爾德（Fairfield）的馬拉列車系統早於1884年開業，但並非定期服務），自此成為該市獨特的城市風光，經常出現於觀光宣傳之中。1885年，墨爾本地面纜車系統（Melbourne cable tramway system）投入服務，逐漸發展成世界上最具規模的同類型運輸系統，共有75（46.6英里）的雙軌軌道。1889年，首條電力推動路線曾短暫營運，但幾年後便於1896年停運。直至1906年聖基爾達和埃森登之間的電車路線投入服務後，才標誌著墨爾本電車系統正式進入電力驅動時代。
維多利亞州於1983年重組其公共交通系統，原墨爾本及大都會電車管理局（Melbourne & Metropolitan Tramways Board）由大都會運輸署（Metropolitan Transit Authority）吸收，後者再於1989年併入大眾運輸公司（Public Transport Corporation）。1999年，大眾運輸公司進行私有化後，墨爾本電車網路便一直以特許經營方式按合約營運。目前承運墨爾本電車的營運商是，以「雅拉電車」（Yarra Trams）名義運作。
票務、公眾資訊和宣傳由維多利亞州政府的公共交通機構—維多利亞州公共交通（Public Transport Victoria, PTV）負責。整個網絡目前使用多模式綜合車資系統myki。
在部份墨爾本路口（主要位於市中心中央商務區），橫跨電車軌道的右轉汽車都需要執行兩段式轉彎以讓路予路面電車。為了進一步提升於墨爾本擁塞街道間的運行車速，實施了諸如電車專用交通號誌、全時段或尖峰時段電車專用道等安排，以確保路面電車擁有優先的道路使用權。

## 线路
整个系统共有24条线路，包括一条全線行駛於免費區內、主要服務旅客的市中心环线（City Circle）。当线路因为意外或其他情况需要改变常规终点或者行走线路时，列车显示的线路号会在数字后加上字母a。当列车的终点为停车场时，则会在数字后加上字母d。所有线路中除了78路和82路外，其他所有的线路都经过墨爾本市中心区。下表列举现有线路，終點及途經地區均參考維多利亞公共交通（PTV）網站：
|                | 线路   | 终点A                                                     | 途径                                                                                            | 终点B                                                     | 长度         |
| -------------- | ------ | --------------------------------------------------------- | ----------------------------------------------------------------------------------------------- | --------------------------------------------------------- | ------------ |
|                | 1      | 东科堡（East Couburg）                                    | 萊貢街（Lygon Street） - 不伦瑞克东（Brunswick East）- 市中心 - 南墨尔本                        | 南墨尔本沙滩                                              | 13.2km       |
|                | 3      | 墨尔本大学                                                | 市中心 - 聖基爾達路 - 聖基爾達（僅周末） - 巴拉克拉瓦（Balaclava）- 科尔原北（Caulfield North） | 东马尔文（East Malvern）                                  | 14.9km       |
|                | 5      | 墨尔本大学                                                | 市中心 - 丹頓農路（Dandenong Road）- 温莎（Windsor）- 阿马代尔（Armadale）                      | 马尔文                                                    | 12.6km       |
|                | 6      | 莫兰德（Moreland）                                        | 萊貢街 - 不伦瑞克东 - 市中心 - 普拉兰（Prahran）高街 - 阿马代尔                                 | 格伦埃利斯（Glen Iris）                                   | 19.0km       |
|                | 11     | 西普雷斯顿（West Preston）                                | 聖喬治路（St Georges Road） - 诺斯科特（Northcote） - 不倫瑞克路 - 菲茨罗伊（Fitzroy）- 市中心  | 维多利亚港·滨海港区（Victoria Harbour Docklands）         | 13.3km       |
|                | 12     | 維多利亞花園（Victoria Gardens）购物中心                  | 維多利亞街（Victoria Street） - 里士满（Richmond） - 市中心 - 南墨尔本                          | 圣基尔达（菲兹洛伊街（Fiztroy Street））                  | 11.3km       |
|                | 16     | 墨尔本大学                                                | 市中心 - 圣基尔达海灘 - 格蘭費里路（Glenferrie Road） - 马尔文                                  | 基尤（Kew）                                               | 20.2km       |
|                | 19     | 北科堡                                                    | 悉尼路（Sydney Road） - 科堡 - 不伦瑞克 - 帕克維爾（Parkville） - 市中心                        | 弗林德斯街火車站                                          | 10.2km       |
|                | 30     | 圣文森特广场（St Vincent's Plaza）                        | 拉籌伯街（La Trobe Street） - 市中心 - 東墨爾本                                                 | 港區體育館·濱海港區（Etihad Stadium Docklands）           | 2.9km        |
|                | 35     | 市中心環線（City Circle）                                 | 濱海港區 - 拉籌伯街 - 弗林德斯街                                                                | —                                                         | 7.6km        |
|                | 48     | 博文北                                                    | 高街 - 基尤 - 橋路 - 里士满（Richmond） - 市中心                                                | 维多利亚港·滨海港区                                       | 13.5km       |
|                | 57     | 西马瑞巴农（West Maribyrnong）                            | 馬場路（Racecourse Road） - 弗莱明顿（Flemington）- 北墨尔本 - 市中心                           | 弗林德斯街火車站                                          | 11.6km       |
|                | 58     | 西科堡                                                    | 不伦瑞克西 - 帕克維爾 - 市中心 - 南雅拉（South Yarra）                                          | 图拉克（Toorak）                                          | 18.2km       |
|                | 59     | 埃森登机场西（Airport West）                              | 亞歷山大山路（Mt Alexander Road）- 埃森登（Essendon）- 弗莱明顿 - 帕克維爾 - 市中心             | 弗林德斯街火車站                                          | 14.7km       |
|                | 64     | 墨尔本大学                                                | 市中心 - 丹頓農路 - 温莎（Windsor）- 科尔原南                                                   | 东布莱顿（East Brighton）                                 | 16.1km       |
|                | 67     | 墨尔本大学                                                | 市中心 - 巴拉克拉瓦 - 亨特利谷路（Glenhuntly Road） - 艾爾斯特恩威克（Elsternwick）             | 卡内基（Carnegie）                                        | 12.7km       |
|                | 70     | 沃特公园（Wattle Park）                                   | 里弗斯代爾路(Riversdale Road) - 薩里山（Surrey Hills）- 里士满- 市中心                          | 濱海城／碼頭                                              | 16.5km       |
|                | 72     | 墨尔本大学                                                | 市中心 - 商業路（Commercial Road） - 普拉兰 - 埃里斯谷（Glen Iris）                             | 坎伯維爾（Camberwell）                                    | 16.8km       |
|                | 75     | 佛蒙特南（Vermont South）                                 | 寶活（Burwood） - 霍桑（Hawthorn） - 橋路 - 里士满 - 市中心                                     | 港區體育館·濱海港區                                       | 22.8km       |
|                | 78     | 北里士满                                                  | 教堂街（Chapel Street） - 南雅拉（South Yarra） - 普拉兰 - 温莎                                 | 巴拉克拉瓦                                                | 6.5km        |
|                | 82     | 莫尼塘换乘站（Moonee Ponds Junction)                      | 德魯普街（Droop Street） - 马瑞巴农路 - 马瑞巴农                                                | 富茨克雷火车站（Footscray Station)                        | 9.2km        |
|                | 86 86a | 墨尔本皇家理工大学庞杜拉校区 (Bundoora RMIT) 墨爾本博物館 | 普雷斯顿 - 高街 - 诺斯科特 - 科林伍德（Collingwood） - 市中心 市中心                            | 濱海城／碼頭 拉筹伯街／斯潘塞街（La Trobe St/Spencer St） | 22.2km 3.0km |
|                | 96     | 东不伦瑞克                                                | 尼科爾森街（Nicholson Street） - 菲茨罗伊 - 市中心 - 南岸（Southbank） - 阿爾伯特公園           | 圣基尔达沙滩                                              | 13.9km       |
|                | 109    | 博士山                                                    | 白馬路（Whitehorse Road） - 阿爾伯特山（Mont Albert） - 市中心 - 南岸                           | 墨尔本港                                                  | 19.2km       |
| 1. 2. 3. 4. 5. |        |                                                           |                                                                                                 |                                                           |              |

## 车辆
目前共有7种型号的列车正在运行，其中每个型号还分为不同的子型号。

### W级墨尔本电车
W级电车最早于1923年作为新的标准设计投入运营，这级电车拥有两个转向架以及特别的“drop centre”部分，使得电车中间的车门可以更加靠近地面。W级电车在60年的时间内都是墨尔本电车系统的主力车辆，一共有分为12个变种合计752辆被建造出来，最后一辆则于1956年建造。现在W级电车已经不在日常运营中使用，除了少部分经过改造翻新后运行在35路城市环线和电车餐厅上，但是除了车体外，其他部件在改造中更换为新造的部件，而车体也进行了加固。

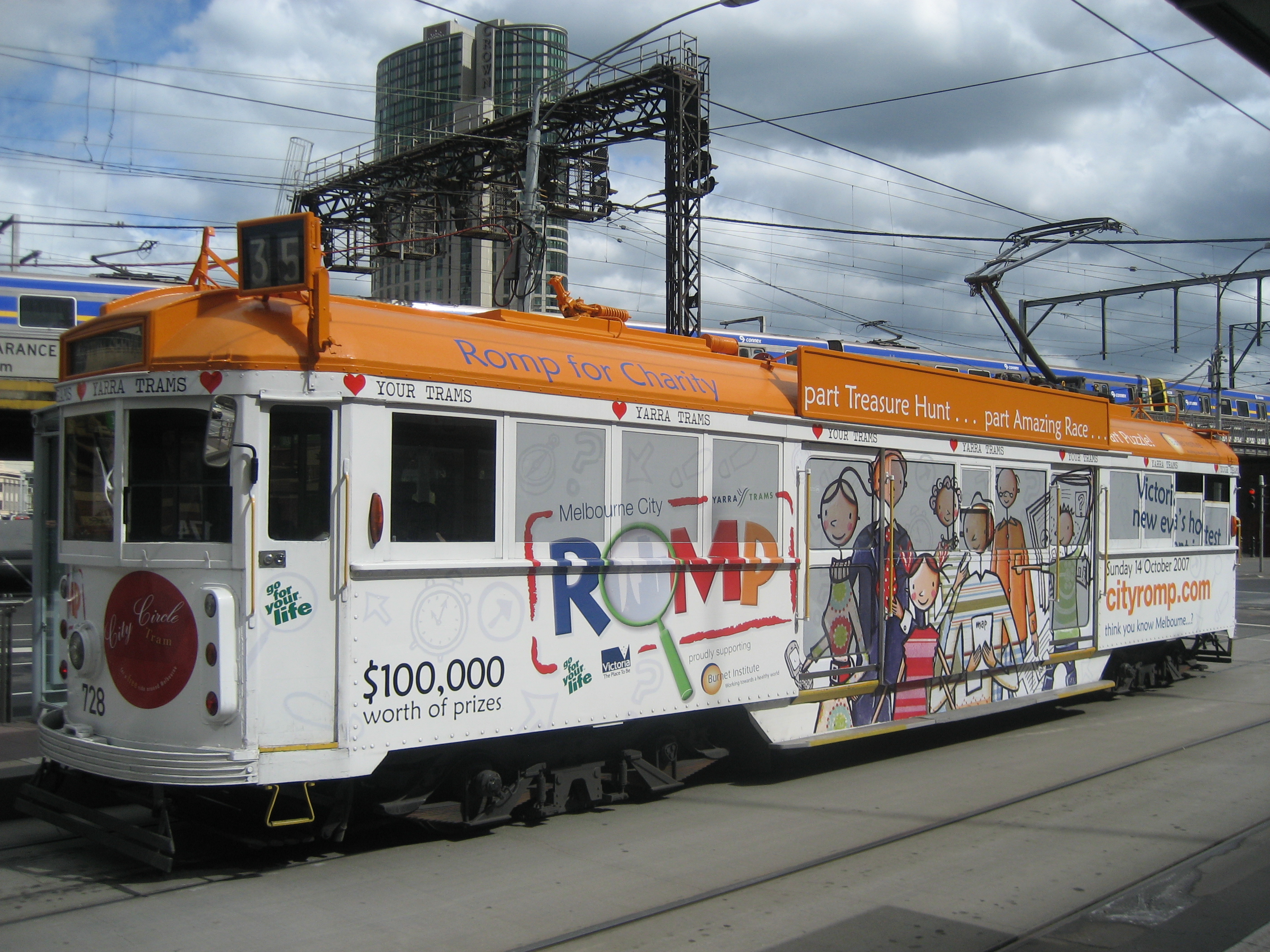
SW5级电车
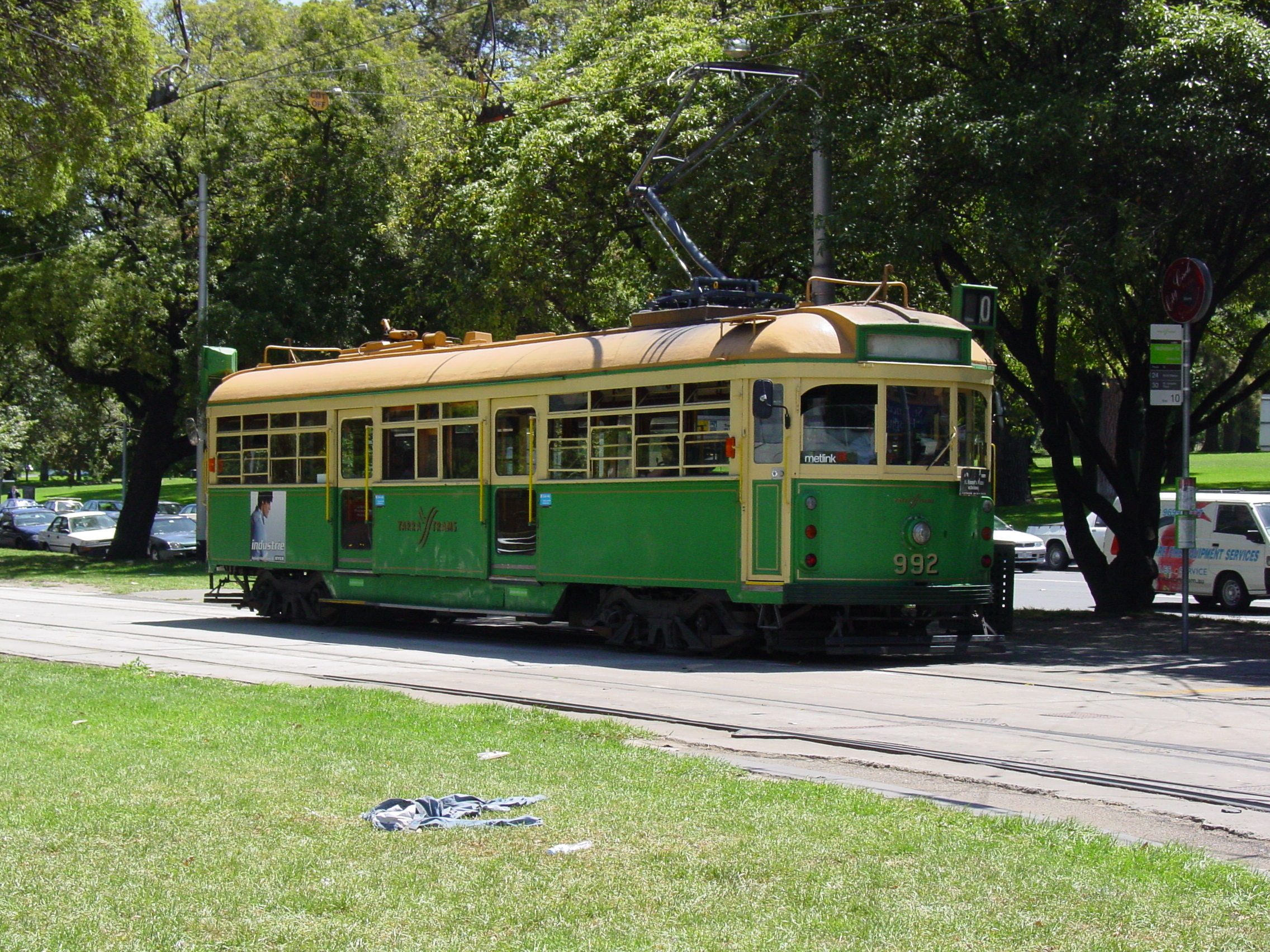
W6级电车
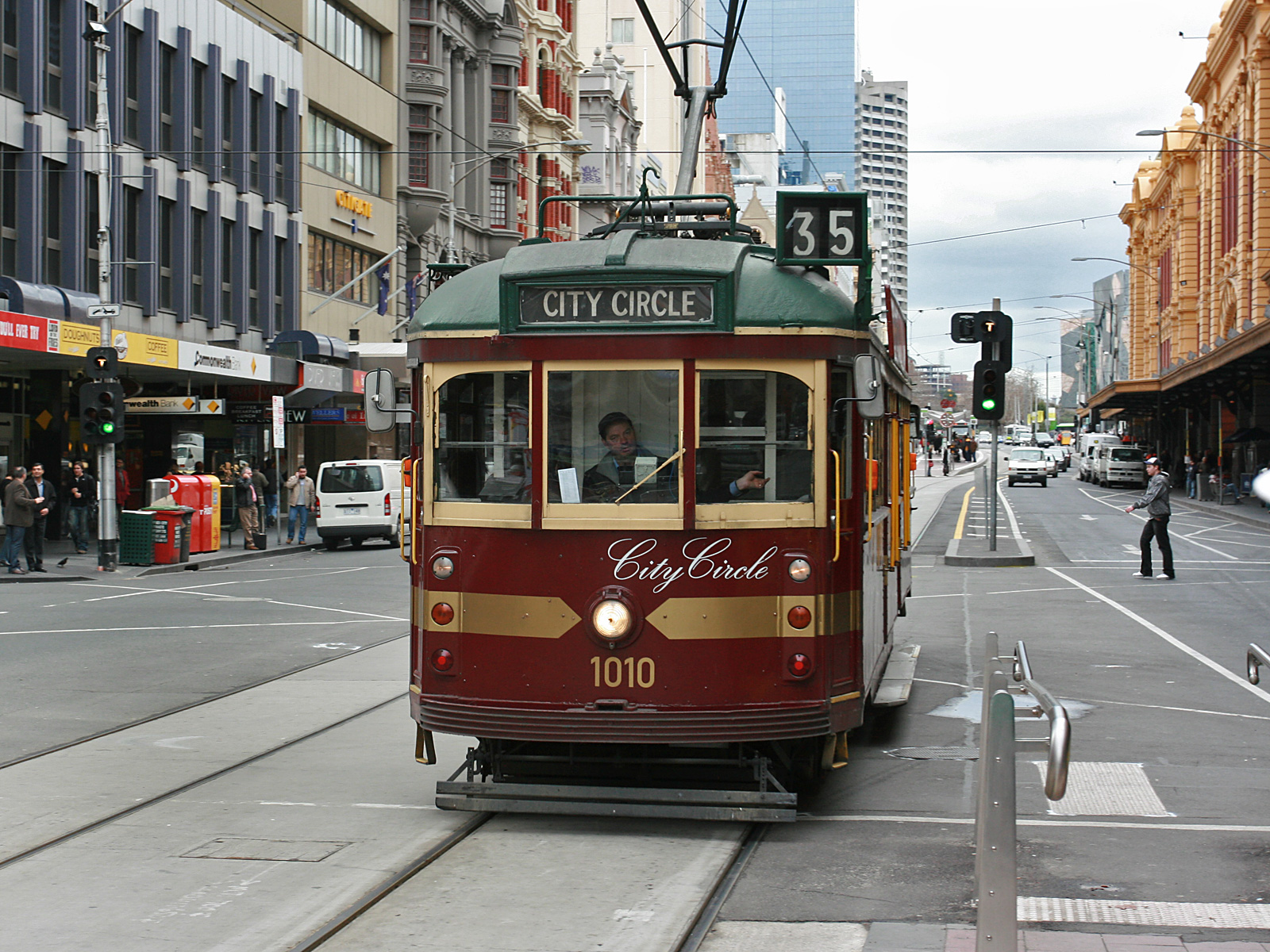
W7级电车

### Z级墨尔本电车
Z级电车建造的主要目的是为了替代老化的W级，由Comeng于1975年开始生产。1975年至1978年首先生产了100列电车，被命名为Z1级。之后在1978年至1979年又生产了15列和Z1级非常相似，只有细微外观变化的Z2级。由于Z1级和Z2级的种种问题，1979年至1983年制造了115列经过大幅改进的Z3级。Z3的改进主要有：在每侧增加了一扇车门、车窗打开方式改为下拉式，目的地显示器更换、更平稳的加减速以及改进的悬挂。三种型号中，Z1级和Z2级均已于2016年退役封存，Z3级截至2018年10月仍有111列尚在服务中。编号为116-232 

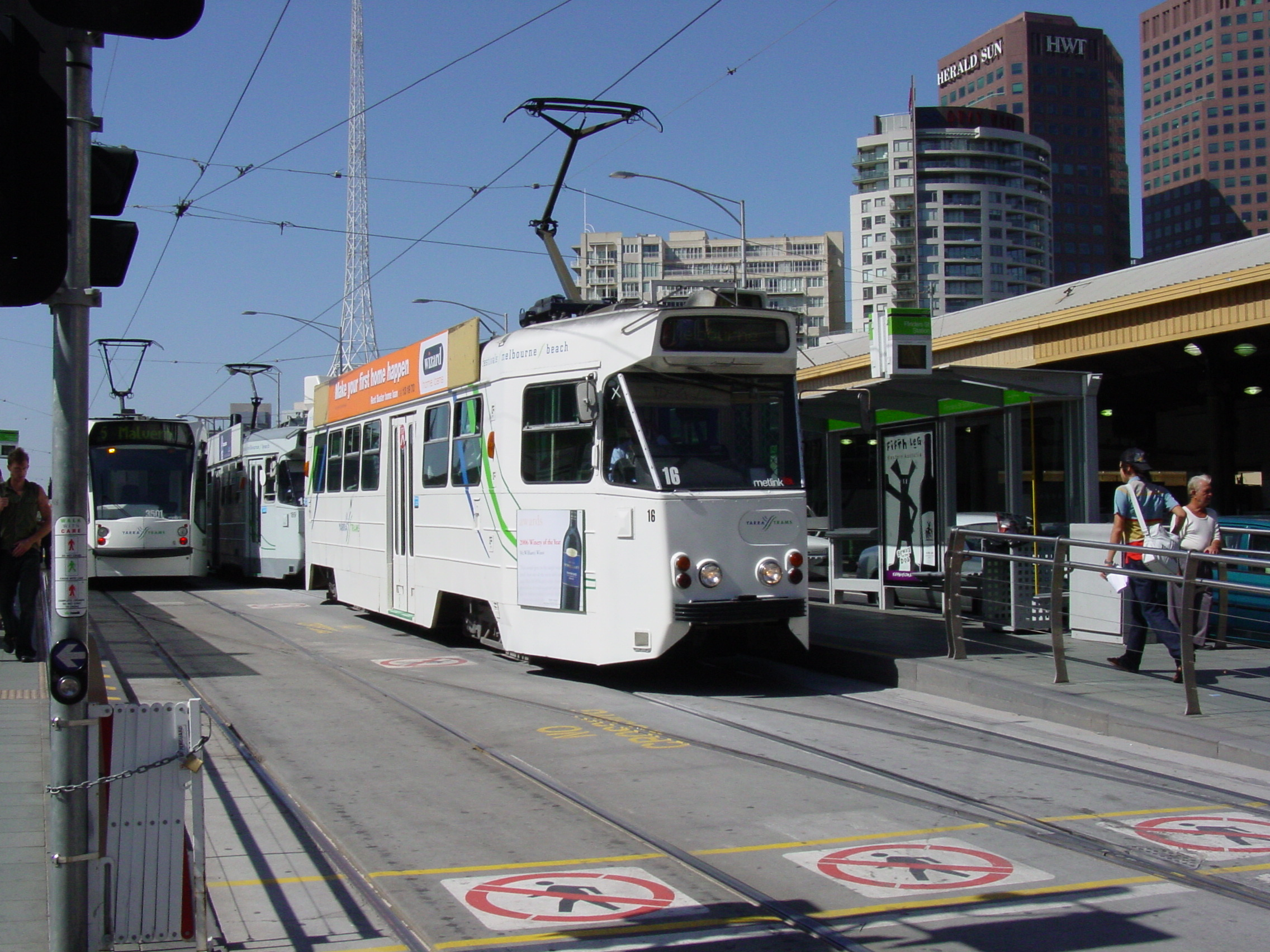
Z1级于联邦广场
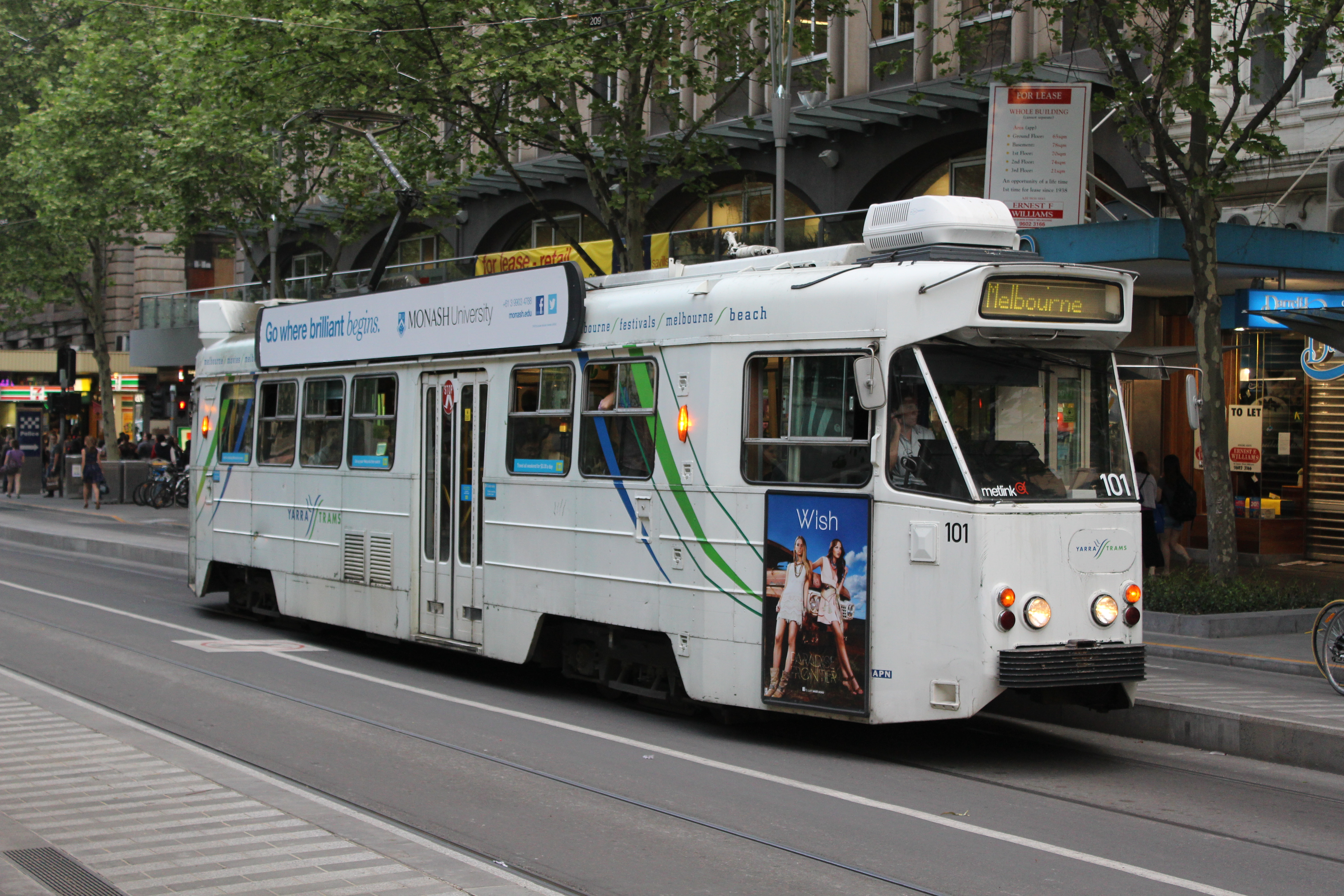
Z2级电车
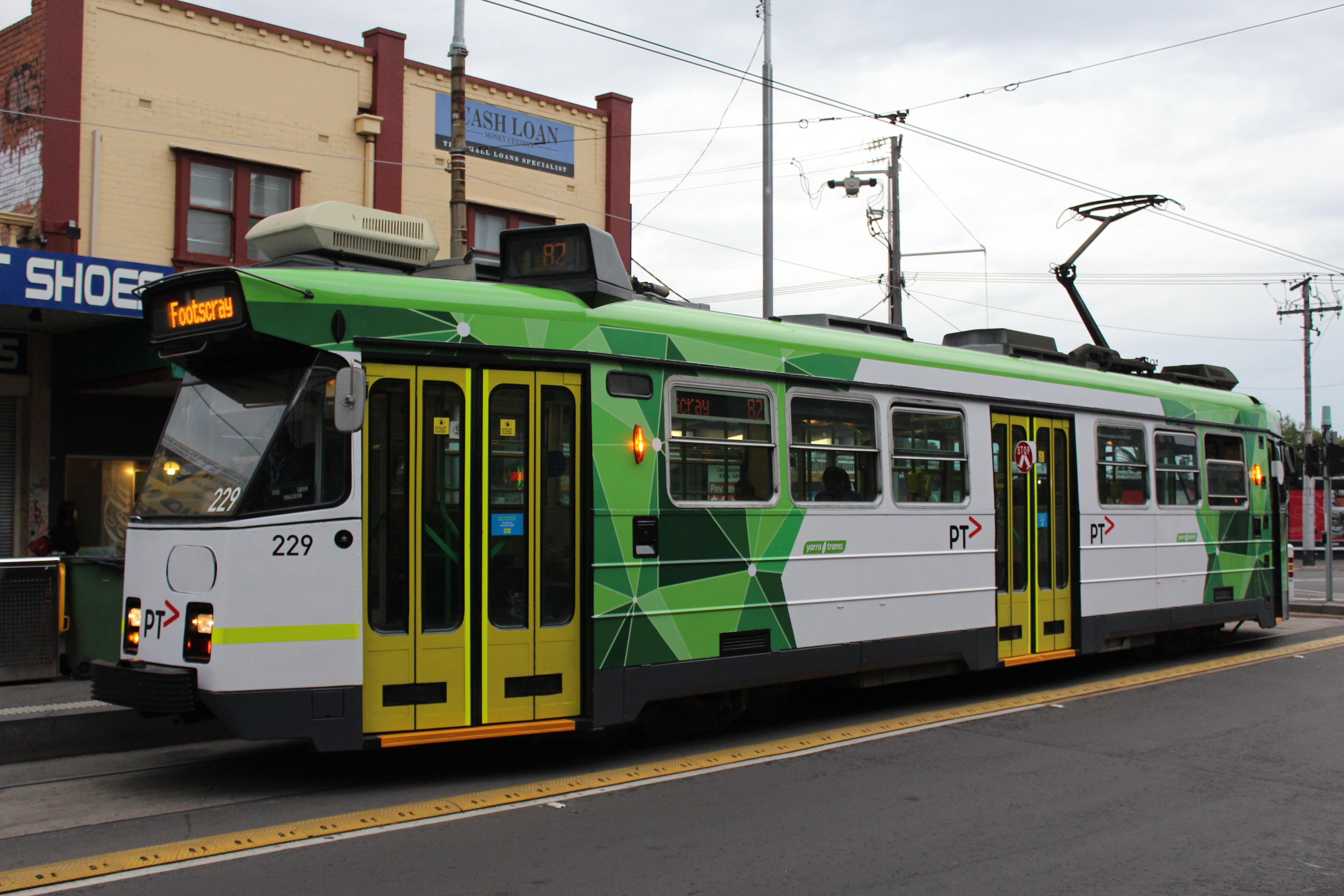
Z3级电车
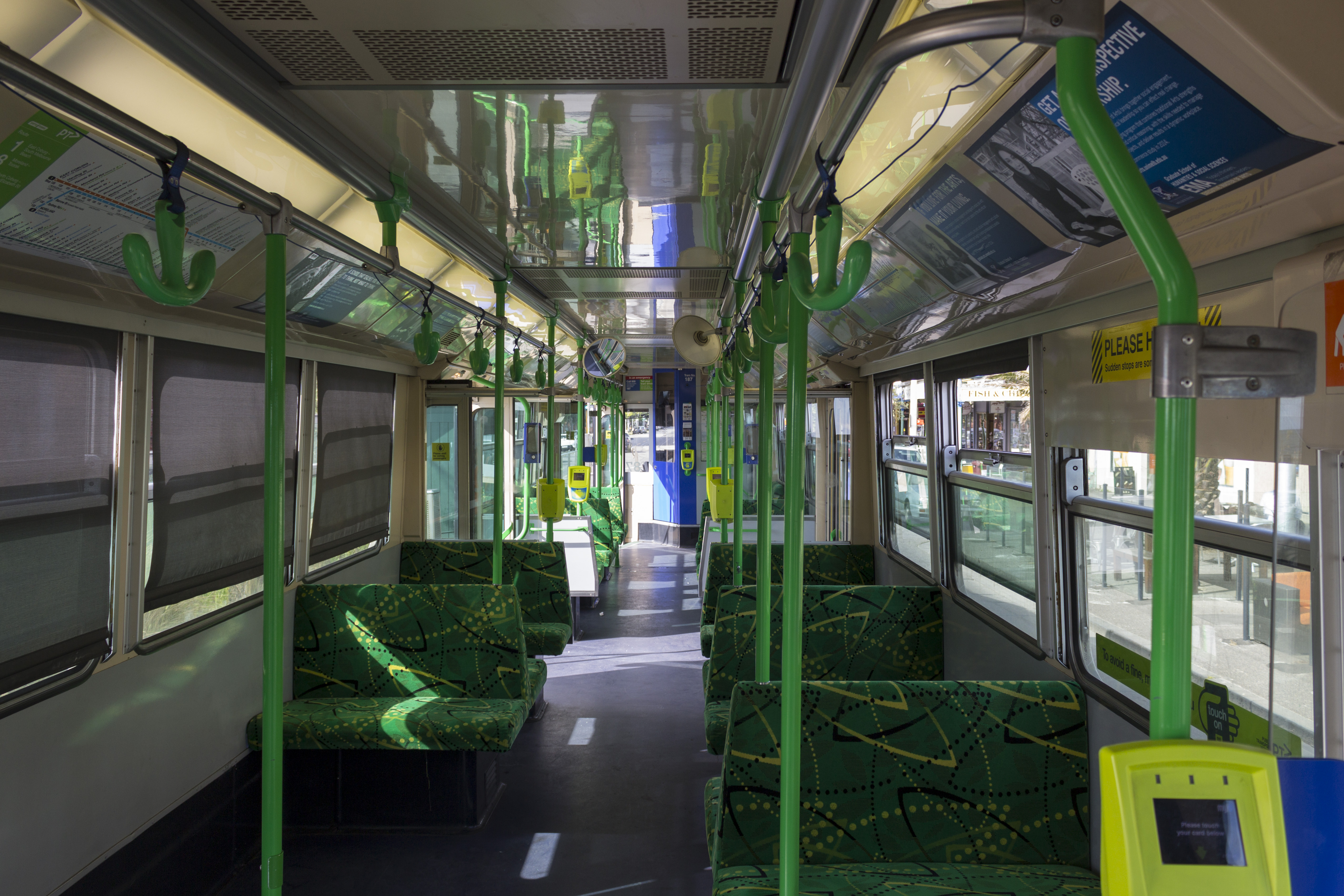
Z3级电车内饰

### A级墨尔本电车
A级电车于1984年至1986年间建造，其中1983年至1985年建造了28列A1级，1985到1987年建造了42列A2级。A1级和A2级几乎完全一样，区别在于A2级使用了性能更好的刹车以及出厂时就使用了受电弓而不是A1级出厂时的受电杆，A2也是墨尔本第一种使用受电弓的电车，不过A1级在之后也已安装了受电弓。编号为233-300 

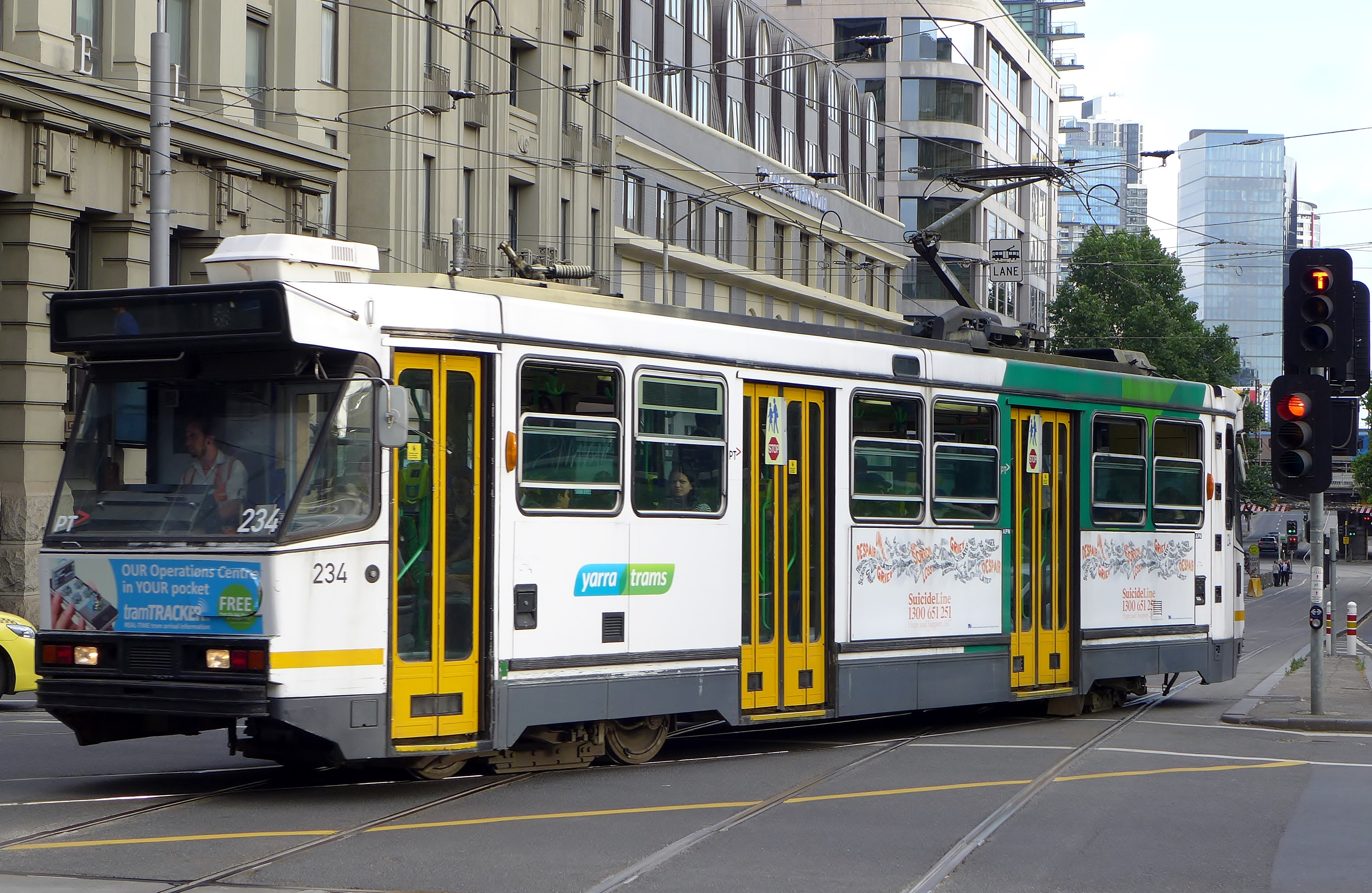
A1级电车
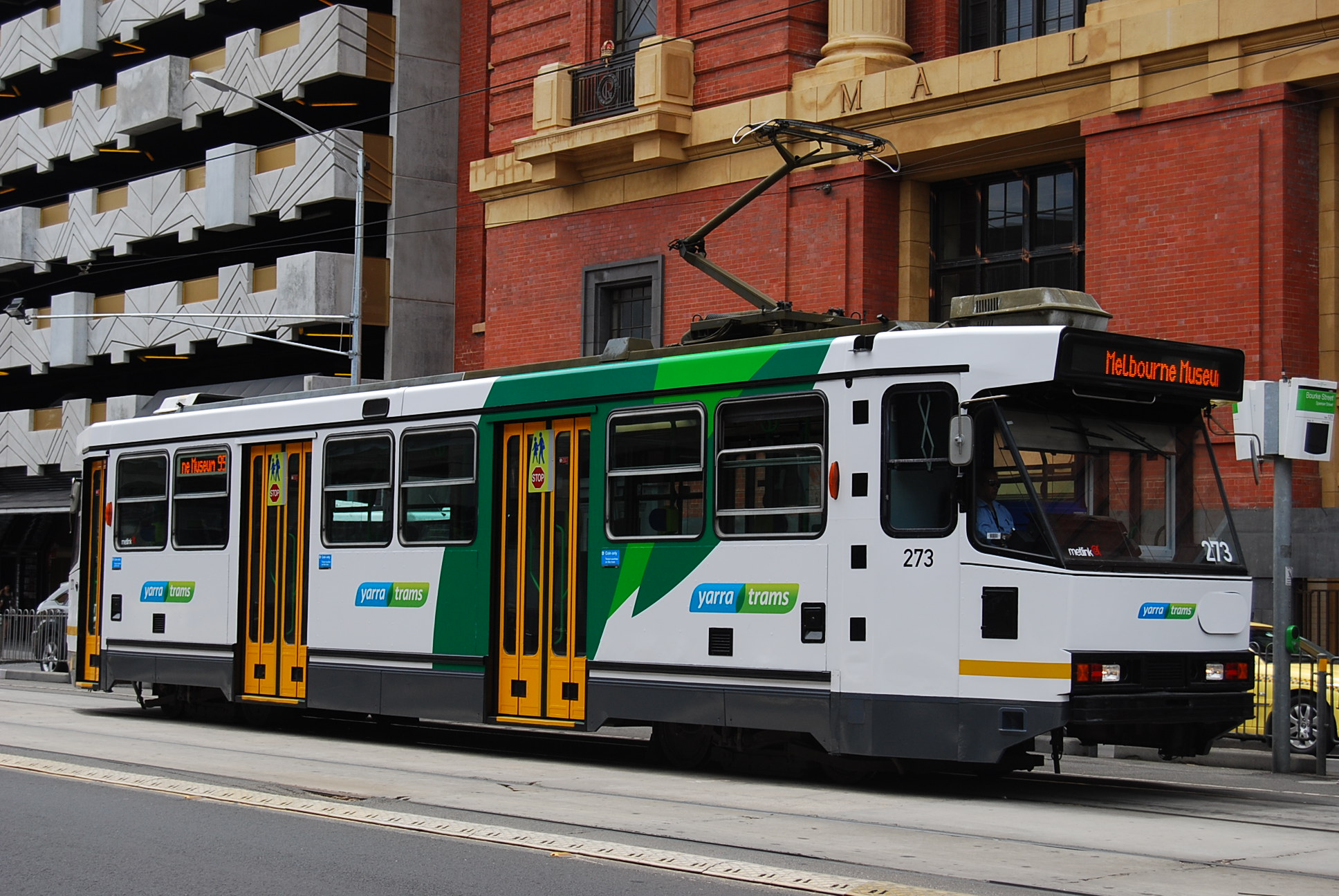
A2级电车

### B级墨尔本电车
最初于1984年随着B1级原型车推出，B1级共建造了两列，第二列于1985年建造。B级电车使用和Z3以及A级电车相同的牵引设备，同时特别为了轻轨线路而建造。B级电车于1988年开始量产，直到1994年结束，共有130列由Comeng（之后变为ABB交通）制造，定名为B2级。B2级也是墨尔本第一种拥有空调设备的电车。目前所有B2级电车都仍在运营，而B1级已经于2017年11月在全电车网络进行告别运行后退役。B2级编号为2003-2132。

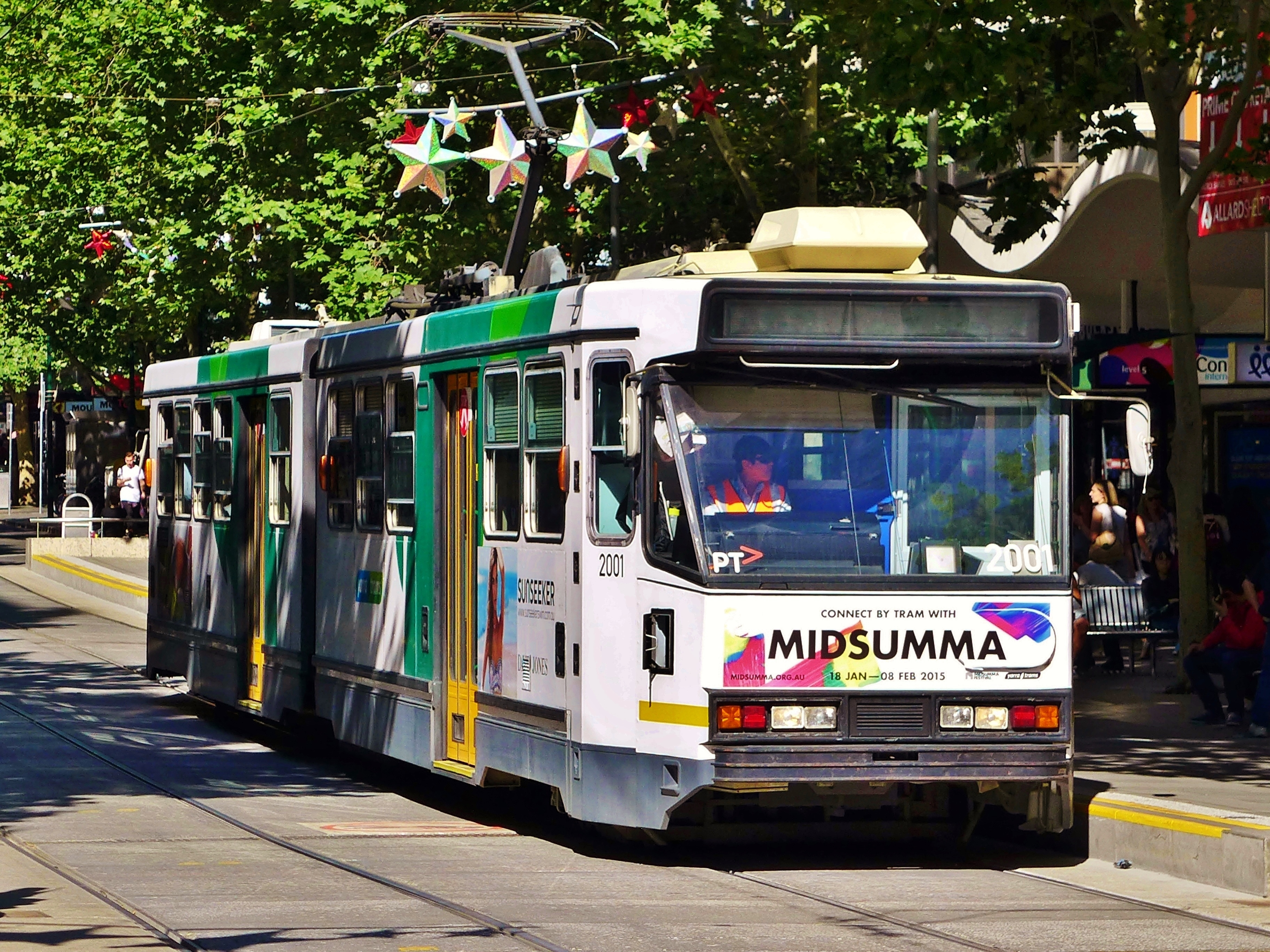
B1级电车，图中为2001号电车
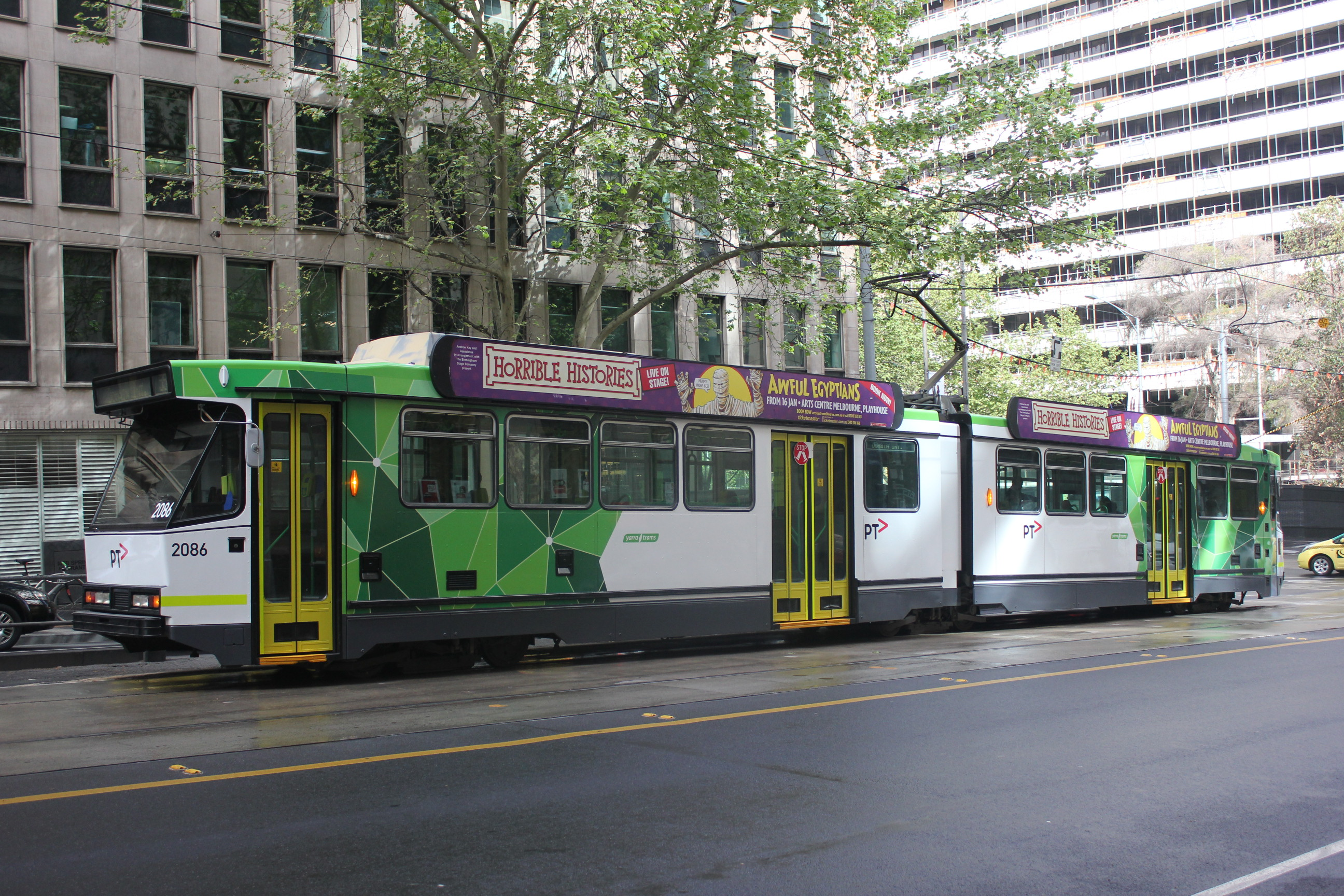
B2级电车
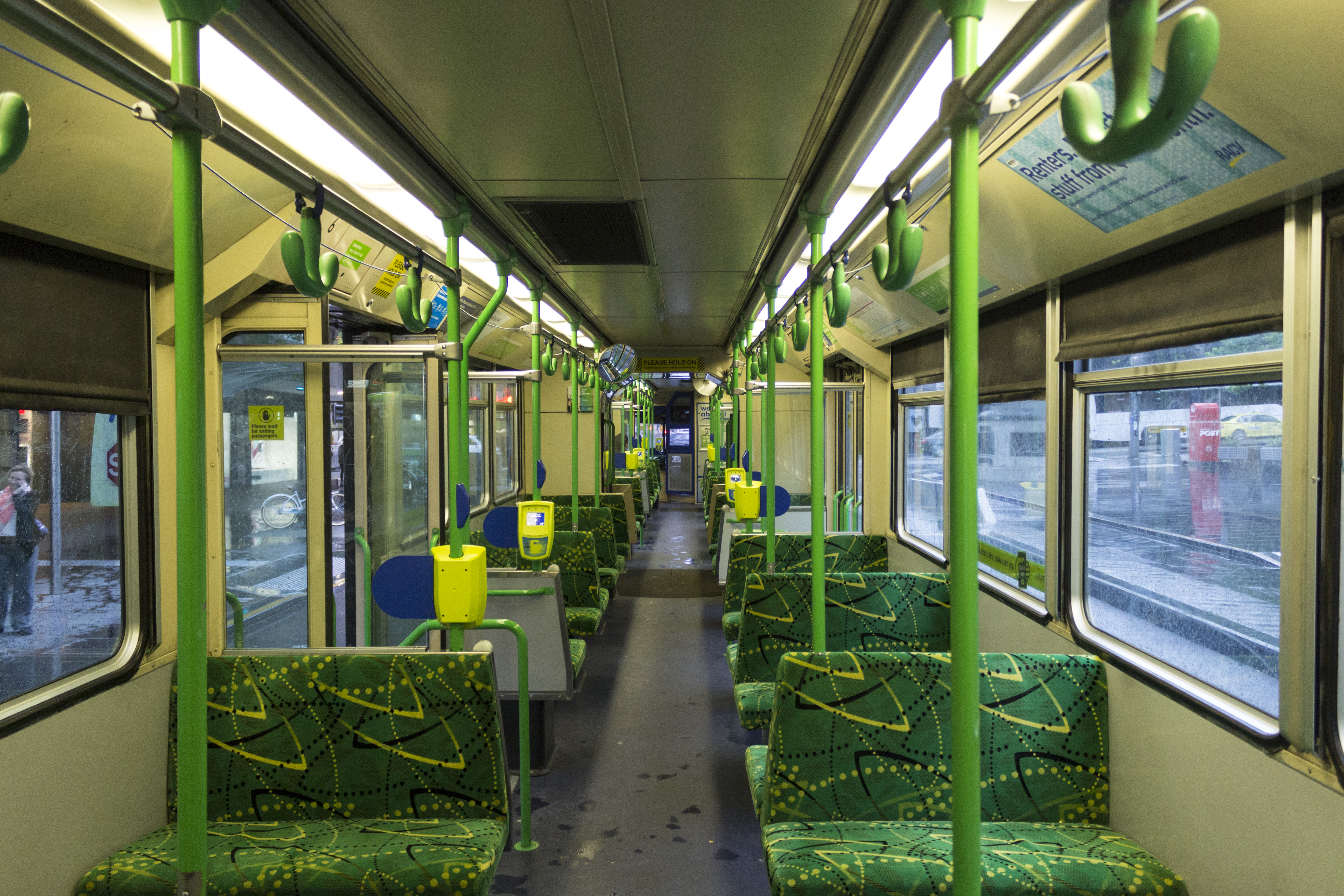
B2级电车的内饰

### C级墨尔本电车（Citadis）
随着墨尔本电车系统的私有化，私有运营商接收了新的电车来替换原来的Z级电车。2001年，Yarra Trams引进了低地板的C级电车，阿尔斯通在法国制造的Citadis系列的一个变种。C级电车为3车厢设计，共生产了36列。C级电车为墨尔本本地的型号命名，阿尔斯通的型号为Citadis 202。
5列C2级电车于2008年引进，这5列电车是从法国米卢斯租借的，被命名为“Bumble Bees”，因为它们独特的黄色涂装以及只在96路上行驶。在2010年，州政府宣布正在商讨购买5列C2级，购买已经在2013年完成。C1型编号为3001-3036，而C2级编号为5103、5106、5113、5116和5123 C2为墨尔本本地的型号命名，阿尔斯通的型号为Citadis 302。

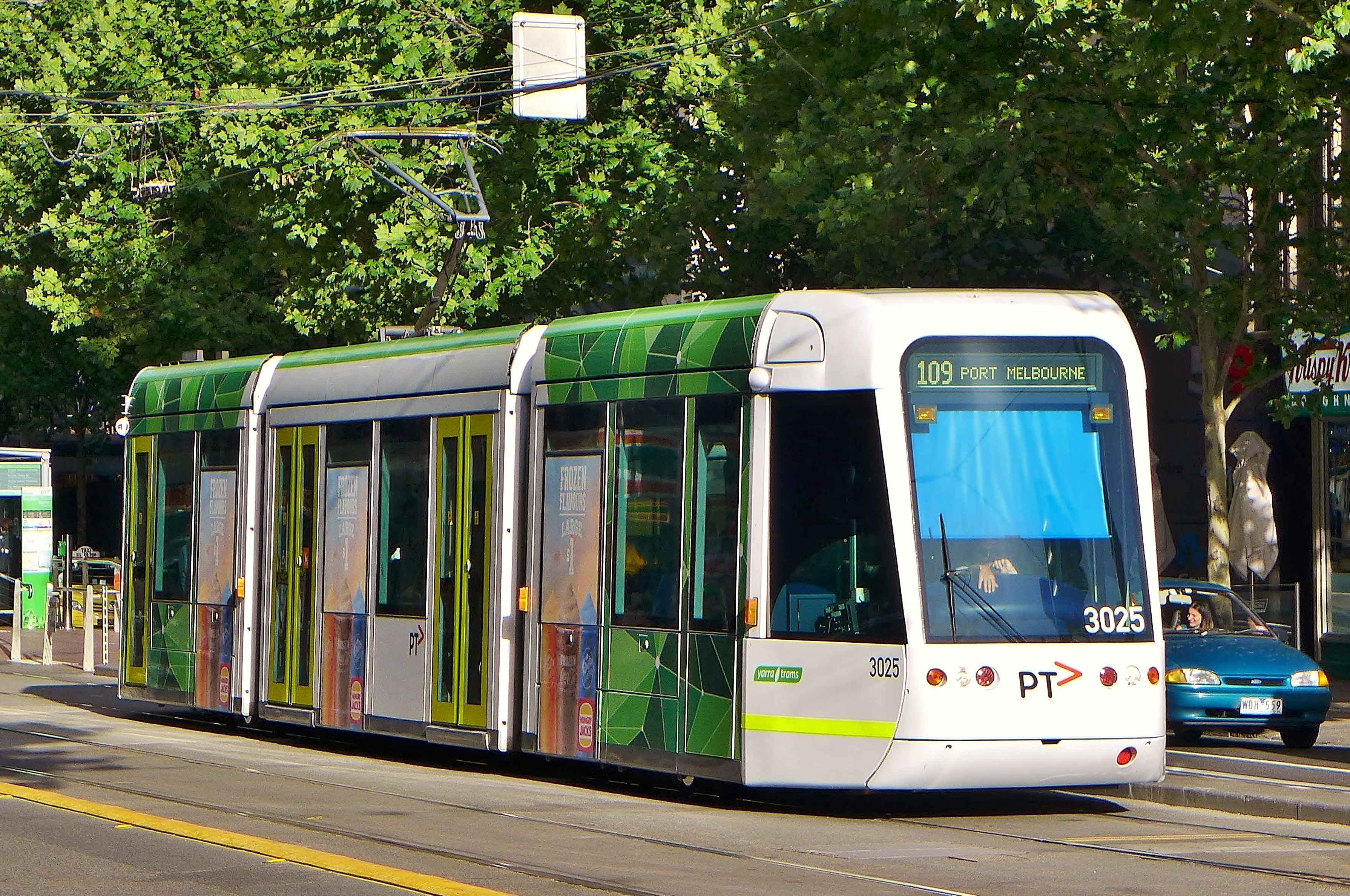
一列C级电车
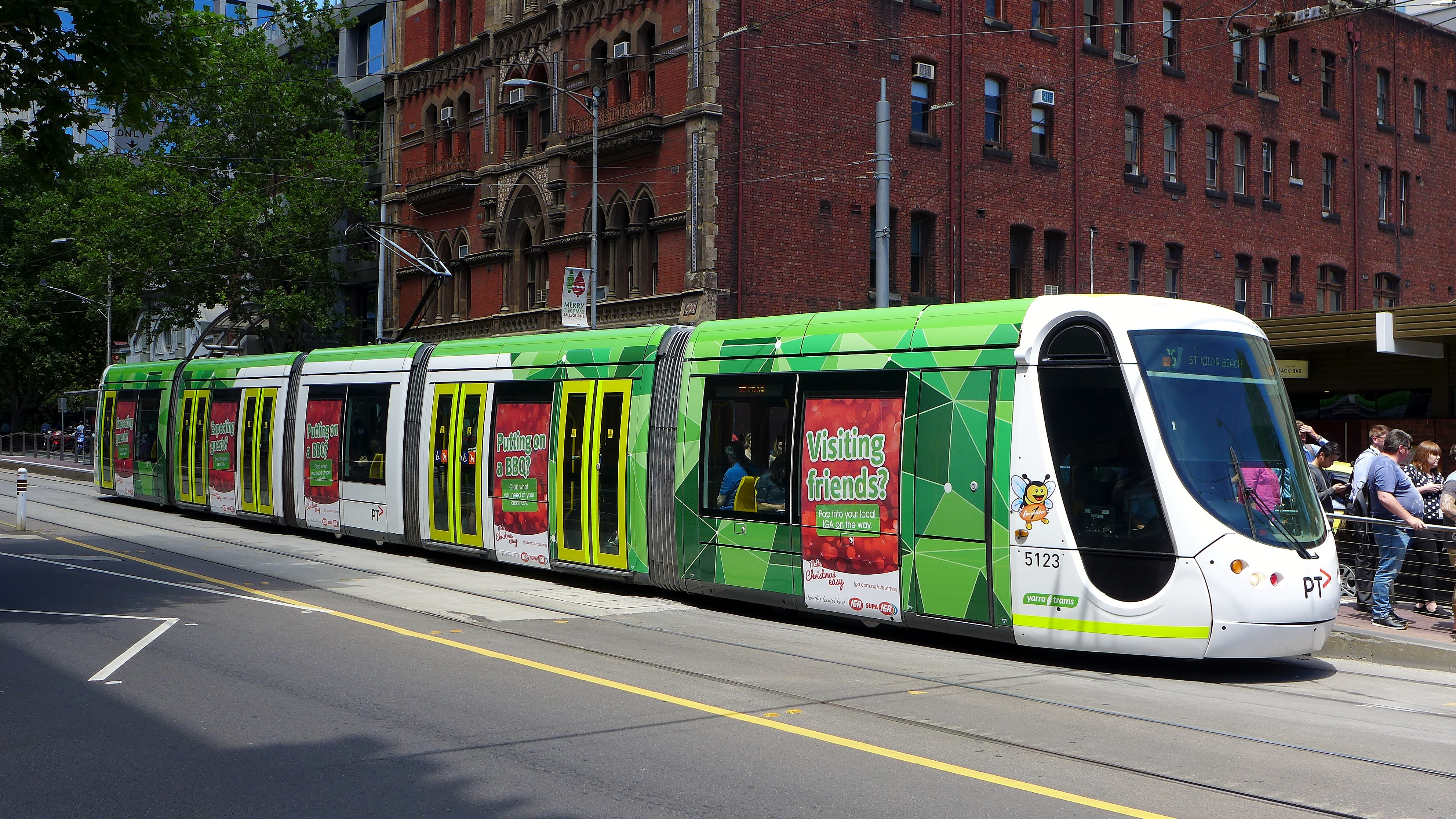
一列C2级电车

### D级墨尔本电车（Combino）
类似于C级电车，由西门子制造的D级电车也是墨尔本电车系统新一代的低地板电车，由现在已经解散的M>Tram（当时电车系统除Yarra Trams外的另一家运营商）于2002年至2004间引进。D级电车有两种子型号，分别为3车厢的D1级和5车厢的D2级。和早一年投入使用的同样是低地板设计的C级和2008年投入服务的设计类似的C2级相比，D级电车的车内空间以及座椅空间较小，在C级电车上2个座椅的横排座椅在D级电车上只能安装一个。D级电车为墨尔本本地的编号，D级属于西门子Combino系列。D1编号为3501-3538，而D2编号为5001-5021.

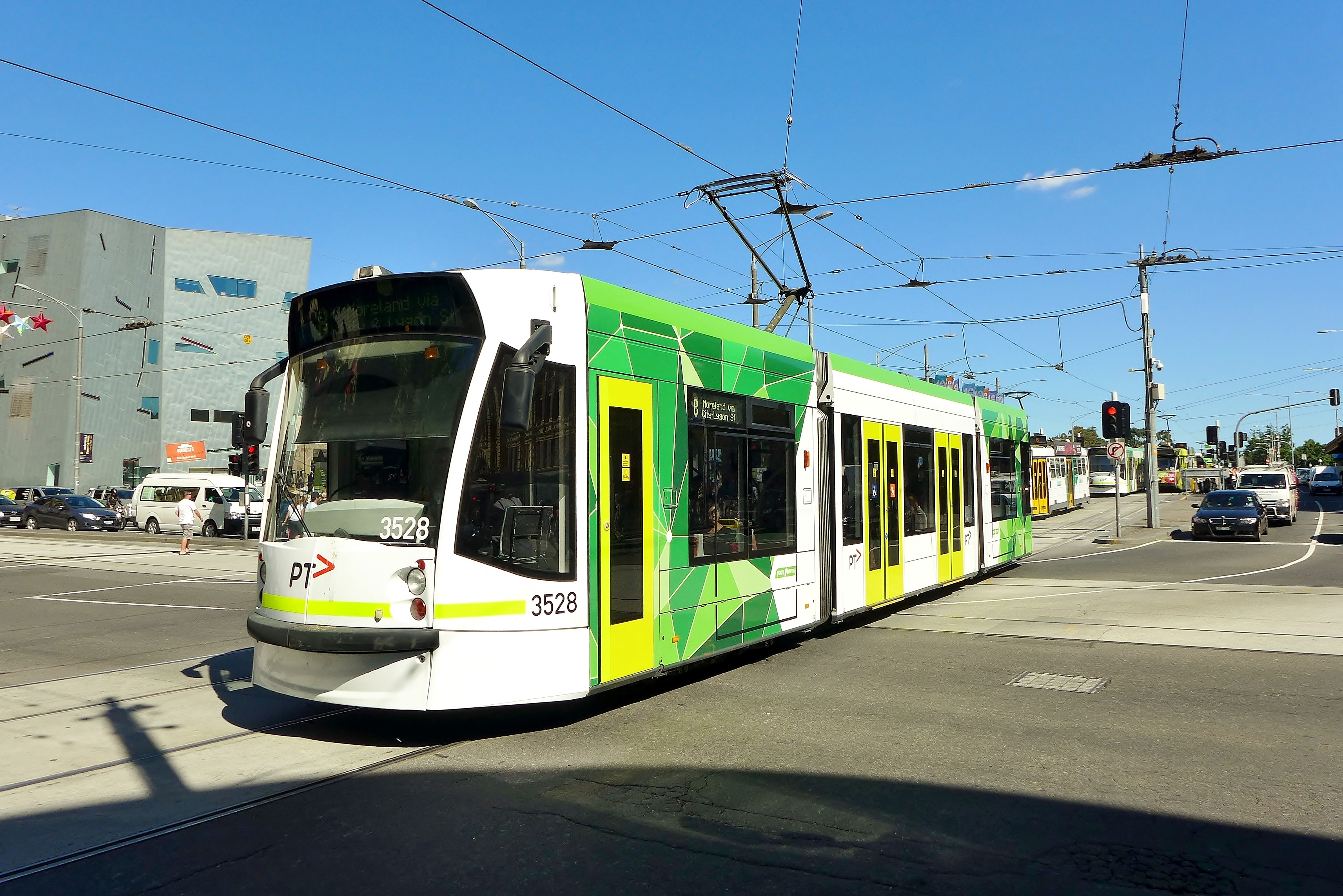
D1级电车
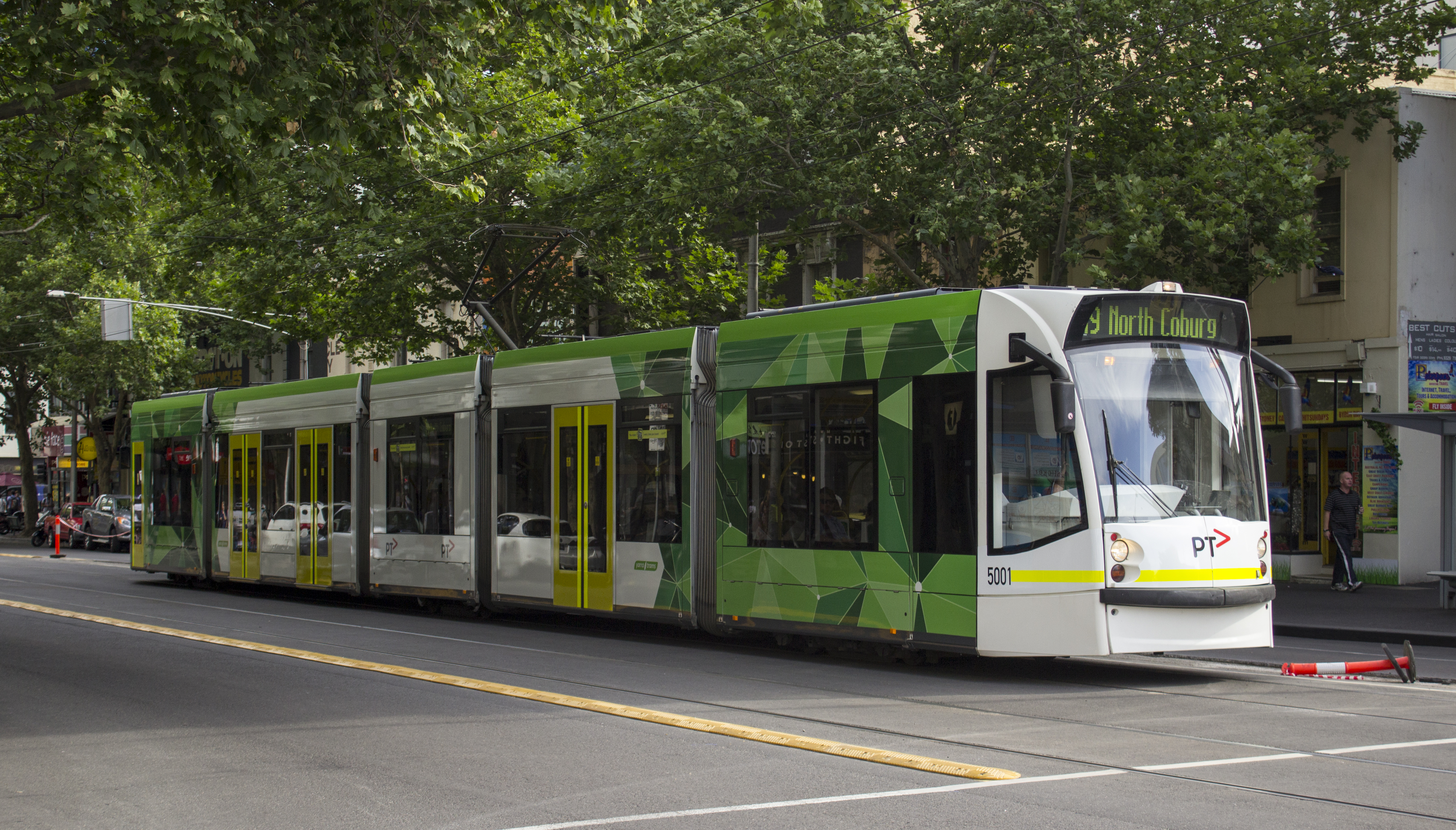
D2级电车
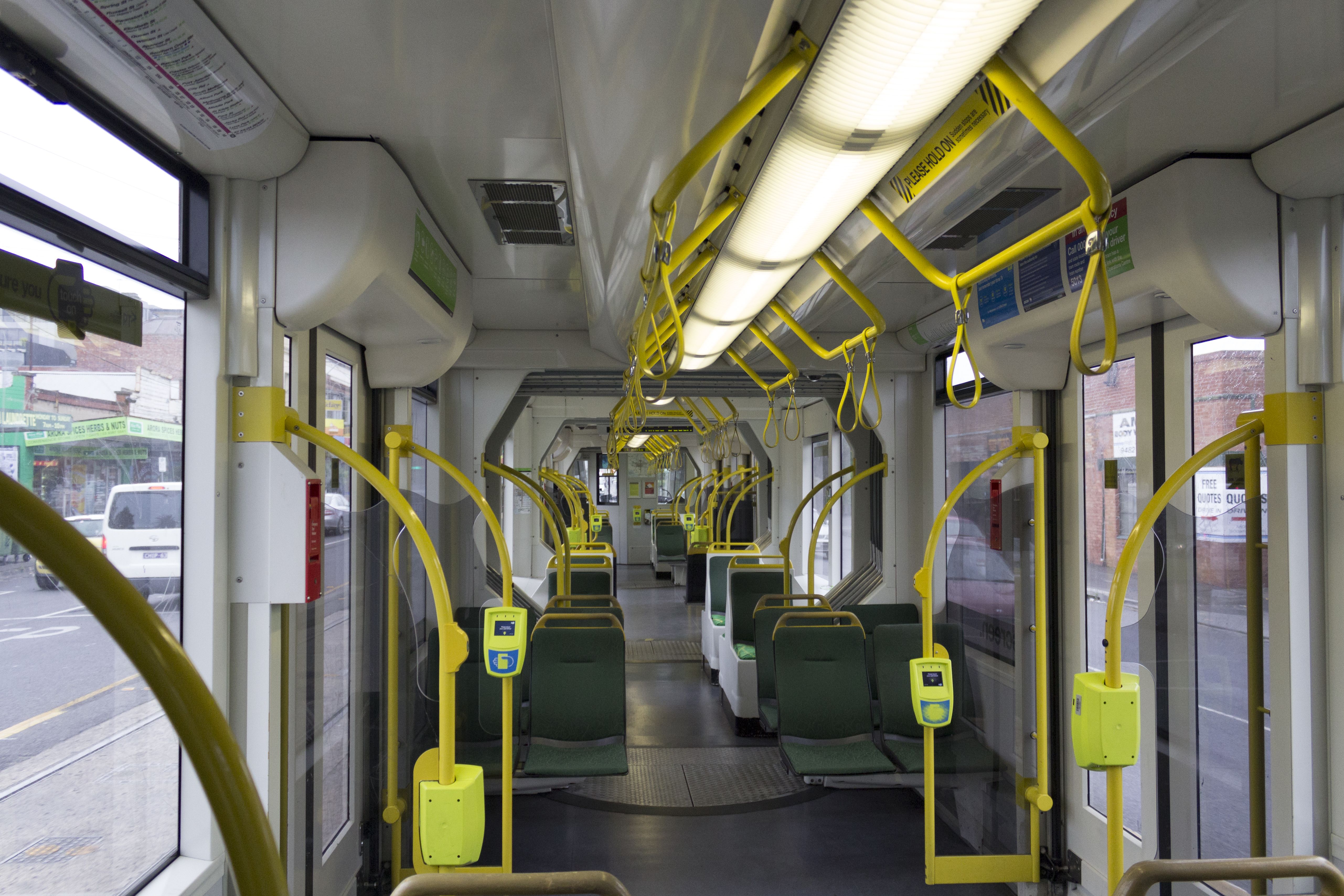
D2级电车的内饰

### E级墨尔本电车（Flexity）
E级电车为墨尔本电车系统最新的电车型号，使用了低地板设计并由3个车厢组成，由庞巴迪在位于墨尔本丹德农的工厂制造，这也是自1990年代B级电车以来第一款在墨尔本本地制造的电车，而电车的转向架和动力系统则由是在庞巴迪位于德国曼海姆和锡根的工厂制造。庞巴迪于2010年9月在竞标中被选中制造50列新一代低地板电车，同时合同也包括了到2017年的车辆维护以及进一步100列电车的选择权。编号为6打头的4位数字，由于交付并未完成，编号上限并不确定。
E级电车于2013年11月底首先在96路上投入服务，随后扩展到11路和86路。在2017年3月州政府宣布之前增加的20列订单将同时对电车的设计进行升级，使电车的安全性得到提升。这些电车被命名为E2级，和E级最明显的区别是驾驶室两侧的立柱面积显著减小，不过有一些因为事故而损毁车头的E级电车在修复后也采用了E2级的设计。更新的设计主要增加了扶手、驾驶室挡风玻璃面积和降低挡风玻璃的眩光，以降低乘客摔倒的概率以及更好的使司机观察交通和乘客上下车的情况。截至2017年3月，全部50列E级电车均已投入运营，20列E2级中12列已经投入服务。E级电车为墨尔本本地命名，E级为庞巴迪Flexity Swift系列中的一员。

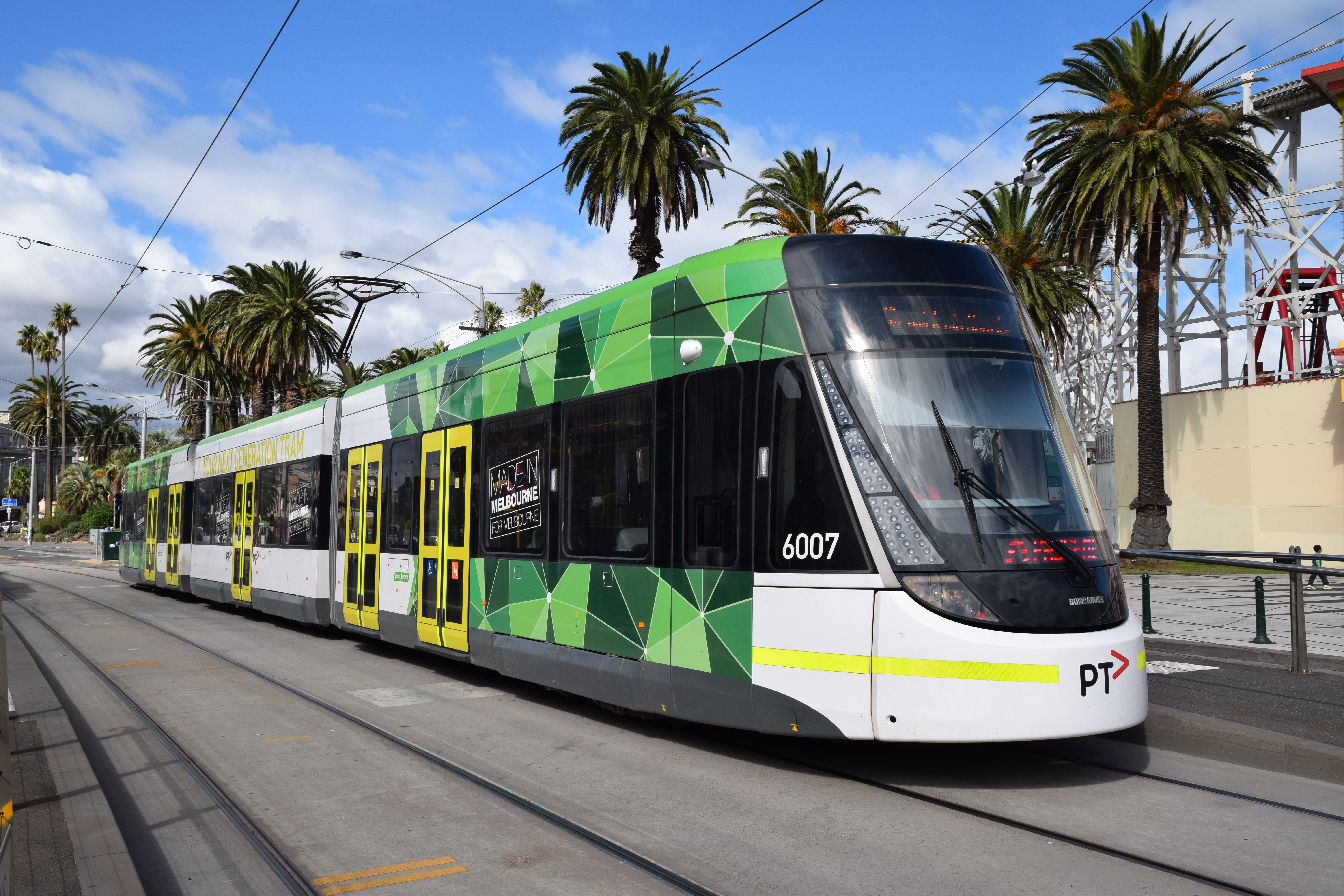
E级电车

### G级墨尔本电车
G级电车将成为墨尔本最新的一代电车，预计于2025年投入服务。新的电车预计将替代已经接近寿命的A级和Z级电车。

## 停车场
墨尔本电车系统目前共拥有10个停车场，其中8个用作日常运营，其余两个用于电车的储存。
日常运营的停车场：
| | 停车场                                                | 服务线路                  | 配属电车                                                                              | 来源   |
| --- | ----------------------------------------------------- | ------------------------- | ------------------------------------------------------------------------------------- | ------ |
| A photo of Brunswick tram depot shed, with a handful of Z class trams inside                                                            | 不伦瑞克（Brunswick）                                 | 1 6 19                    | 8列Z3型电车 22列B2型电车 21列D2型电车                                                 | [ 34 ] |
| A photo of Camberwell tram depot shed, with one tram, a B class tram inside                                                             | 坎伯维尔（Camberwell）                                | 70 75                     | 13列A2型电车 35列B2型电车                                                             | [ 35 ] |
| Essendon tram depot, viewed from the southern gate, 2013                                                                                | 埃森登（Essendon）                                    | 57 58 59 82               | 29列Z3型电车 44列B2型电车                                                             | [ 36 ] |
| A photo of the main entrance for Glenhuntly tram depot. There is double track up the right hand side, leading to the sheds in the back. | Glenhuntly                                            | 3/3a 64 67                | 19列Z3型电车 4列A1型电车 26列B2型电车                                                 | [ 37 ] |
| A photo of Kew tram depot. There is one C-class stabled and another C-class is passing the depot on Barkers Road.                       | 基尤（Kew）                                           | 48 78 109                 | 26列A2型电车 36列C型电车                                                              | [ 38 ] |
| A photo of Malvern tram depot | 马尔文（Malvern）                                     | 5 6 16 58 72              | 55列Z3型电车 38列D1型电车                                                             | [ 39 ] |
| A photo of Preston Workshops | 普雷斯顿（Preston） （又称新普雷斯顿（New Preston）） | 11 86                     | 3列B2电车 43列E型电车 13列E2型电车                                                    | [ 40 ] |
| A photo of Southbank tram depot yard. C2-, W-, and A-class trams are stabled inside                                                     | Southbank                                             | 12 30 35 (City Circle) 96 | 3列SW6型电车 8列W8型电车 23列A1型电车 3列A2型电车 5列C2型电车 7列E型电车 15列E2型电车 | [ 41 ] |

仅用于车辆存放和维修的停车场：
|  | 停车场                      | 地址                            | 停车线 | 来源   |
|  | --------------------------- | ------------------------------- | ------ | ------ |
|  | 东普雷斯顿（East Preston）  | 211 Plenty Road, Preston        | 13条   | [ 42 ] |
|  | 北菲茨罗伊（North Fitzroy） | Nicholson Street, North Fitzroy | 4条    | [ 43 ] |

## 相關条目
- 悉尼電車